# Exomalopsis byersi
Exomalopsis byersi är en biart som beskrevs av Timberlake 1980. Exomalopsis byersi ingår i släktet Exomalopsis och familjen långtungebin. Inga underarter finns listade i Catalogue of Life.